# アレクサンドラ・アルギルダイテ
アレクサンドラ・アルギルダイテ（リトアニア語: Aleksandra Algirdaitė, 1360年代末ないし1370年代初頭 - 1434年4月20日）は、リトアニア大公アルギルダスとその二番目の妃ウリヤナ・トヴェリスカヤの間に生まれた娘の一人。ポーランド王およびリトアニア大公ヨガイラの妹。兄ヨガイラのポーランド王位をめぐる競争相手だったマゾフシェ公シェモヴィト4世が、クレヴォ合同条約の締結に伴い王位要求を取り下げたことの補償という形で、1387年にシェモヴィト4世と結婚した。夫妻は5男7女をもうけた。

## 子供
1. シェモヴィト5世（1389年以前 - 1442年）
2. ヤドヴィガ（1389年から1397年の間 - 1439年） - 1410年、ハンガリーの大貴族ガライ・ヤーノシュと結婚
3. ツィンバルカ（1393年から1395年の間 - 1429年） - 1412年、オーストリアのエルンスト鉄公と結婚
4. エウフェミア（1395/1398年 - 1447年） - 1412年、チェシン公ボレスワフ1世と結婚
5. アメリア（1396年から1399年の間 - 1434年） - 1413年、マイセン辺境伯ヴィルヘルム2世と結婚
6. カジミェシュ2世（1396年から1407年の間 - 1442年）
7. トロイデン2世（1397年から1410年の間 - 1427年）
8. ヴワディスワフ1世（1398年から1411年の間 - 1455年）
9. アレクサンデル（1400年 - 1444年） - 枢機卿、アクイレイア総大司教
10. アンナ（1407/1413年 - 1435年以前） - 1427年、ミーコラス・ジーギマンタイティス（リトアニア大公ジーギマンタス・ケーストゥタイティスの息子）と結婚
11. マリア（1408年から1415年の間 - 1454年） - 1432年、ポメラニア＝スタルガルト＝スウプスク公ボグスワフ9世と結婚
12. カタジナ（生没年不詳） - 1440年、ミーコラス・ジーギマンタイティスと結婚